# Ummo

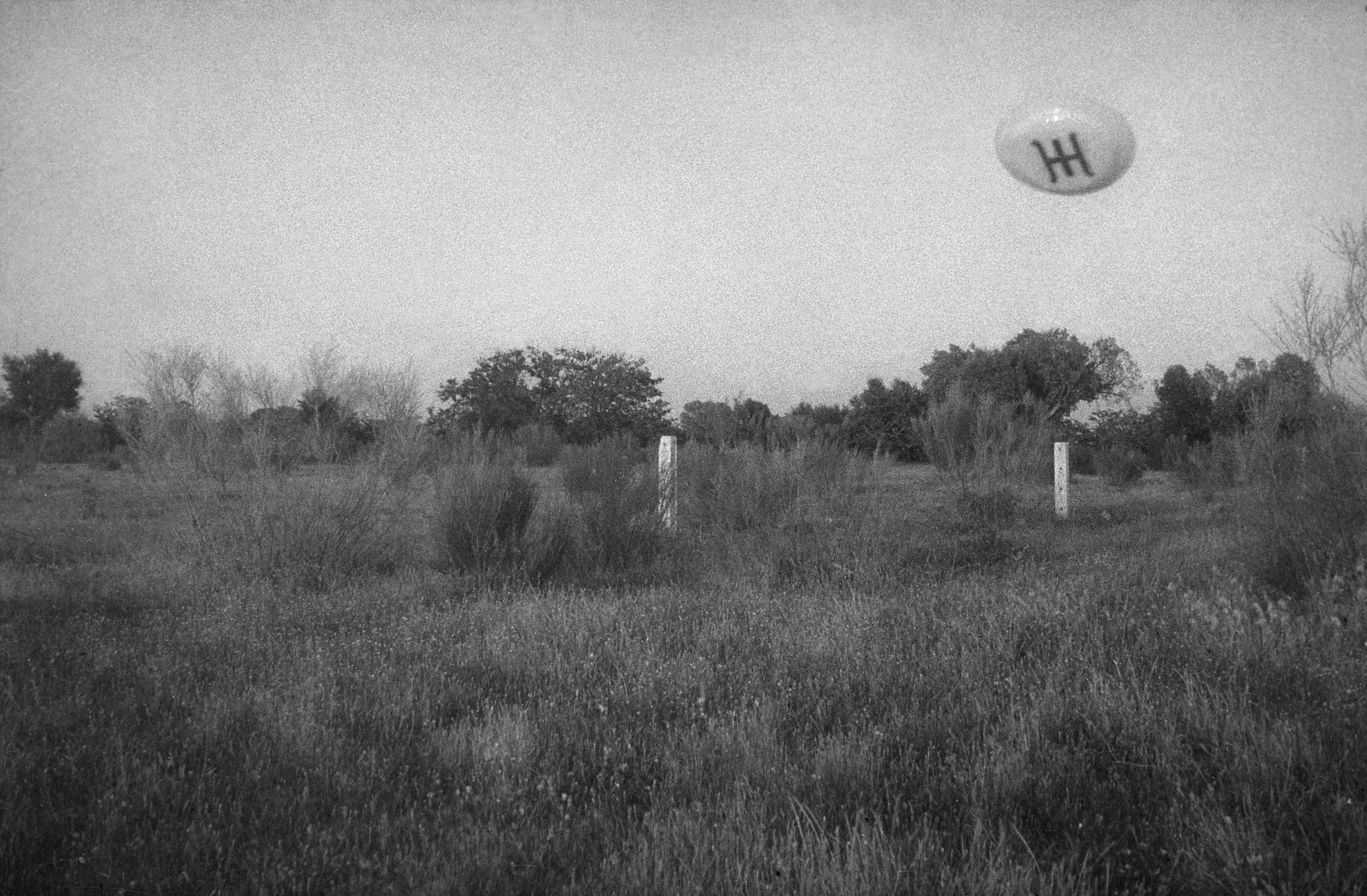
Một trong số năm bức ảnh chụp một con tàu ummite được cho là ở San José de Valderas (Tây Ban Nha) vào ngày 1 tháng 6 năm 1967.

Ummo hoặc chủ nghĩa Ummo là tên của một hành tinh được cho là cách Trái Đất khoảng 14,4 năm ánh sáng, theo "tiết lộ" được thực hiện bởi 'thông qua các bức thư được đánh máy khác nhau và các cuộc điện thoại nhận được từ giữa những năm 1960 trở đi, chủ yếu ở Tây Ban Nha nhưng cũng ở các nước khác. Những bức thư này sẽ được viết bởi các thành viên của một nhóm có mặt trên Trái Đất kể từ ngày 28 tháng 3 năm 1950, tự giới thiệu mình là sứ giả của một nền văn minh ngoài Trái Đất gọi là "Ummites".

## UFO học
Hầu hết thông tin về Ummo ở dạng tài liệu chi tiết và thư gửi đến các nhóm bí truyền khác nhau hoặc những người đam mê UFO. Vụ Ummo là chủ đề thu hút nhiều sự chú ý chính ở Pháp và Tây Ban Nha trong suốt những năm 1960 đến 1970, và một mức độ quan tâm vẫn còn về chủ đề này. Sự đồng thuận chung là chủ nghĩa Ummo là một trò lừa bịp phức tạp. Thủ phạm (hoặc thủ phạm) không rõ, nhưng José Luis Jordán Peña đã nhận trách nhiệm thúc đẩy chủ nghĩa Ummo. Tuy nhiên, vẫn có một vài nhóm nhỏ tôn thờ chủ nghĩa này, chẳng hạn như "một giáo phái kỳ lạ ở Bolivia được gọi là Những Cô gái của Ummo".
Jacques Vallée đã nói rằng (các) tác giả của các tài liệu Ummo có thể là một tác phẩm tương tự trong thế giới thực của những người sáng tạo hư cấu "Tlön, Uqbar, Orbis Tertius" của Borges. Sử gia Mike Dash viết rằng thuyết Ummo bắt đầu vào ngày 6 tháng 2 năm 1966, tại Madrid. Vào ngày hôm đó, Jordán Peña tuyên bố đã có một cuộc tiếp xúc thuộc loại đầu tiên khi anh nhìn thấy "một vật thể hình tròn khổng lồ có ba chân và ở mặt dưới của nó có một biểu tượng gây tò mò: ba đường thẳng đứng nối với nhau bằng một thanh ngang. Hai mặt ngoài các đường cong ra ngoài ở các cạnh, làm cho hình ảnh giống như dấu hiệu giả kim cho hành tinh Sao Thiên Vương." (Dash, 299)
Báo cáo của Peña đã tạo ra một lượng lớn sự phấn khích, nhưng đó mới chỉ là bước khởi đầu. Không lâu sau đó, một tác giả của cuốn sách về UFO ở Madrid đã nhận được một số bức ảnh trong một bức thư nặc danh. Các bức ảnh là một phi thuyền tương tự như bức ảnh được Peña cung cấp, và mang cùng một biểu tượng. Trong vòng một vài tuần, "một người tiếp xúc UFO hàng đầu của Tây Ban Nha tên là Fernando Sesma Manzano đã bắt đầu tham gia khi anh ta bắt đầu nhận được những tài liệu đánh máy dài dòng, có chủ đích đến từ một chủng tộc du hành vũ trụ có tên là Ummites." (Dash, 299) Trong năm, nhiều người (chủ yếu ở Madrid) đã nhận được khoảng 150 tài liệu Ummite, tổng cộng hơn 1000 trang. Mỗi trang của tài liệu Ummite đều được đóng dấu cùng một ký hiệu gồm ba dòng liên kết. Các tài liệu Ummite mới sẽ tiếp tục xuất hiện trong nhiều năm tiếp theo. Nhiều người khác đã nhận được mẫu tự Ummo, trong đó có nhà khoa học Pháp Jean-Pierre Petit, một nhà nghiên cứu tại CNRS.
Vào tháng 6 năm 2002, một nhà khoa học với bút danh Jean Pollion đã phát hành, bằng tiếng Pháp, cuốn sách Ummo, de vrais extraterrestres, hay, Ummo, người ngoài hành tinh có thật trong đó ông phân tích tư tưởng và ngôn ngữ "Ummite". Ông cho thấy rằng ngôn ngữ Ummo khác với bất kỳ ngôn ngữ nào khác mà chúng ta biết ở chỗ nó là một ngôn ngữ "chức năng". Một trong những đặc tính đáng kinh ngạc của ngôn ngữ này, theo tác giả, là nó hoạt động mà không cần từ điển. Người ta chỉ được biết 18 ký hiệu mà Pollion đã đặt tên là "khái niệm", nếu kết hợp lại sẽ tạo thành một mô tả chức năng về sự vật hoặc tình huống mà người tạo ra "từ" đang cố gắng truyền đạt. Hiện tại, hơn 1300 trang của những bức thư đó đã được đăng ký, nhưng có thể nhiều bức thư khác vẫn còn tồn tại. Trong một bức thư năm 1988, đề cập đến sự tồn tại của 3850 trang, các bản sao của chúng đã được gửi cho một số cá nhân, chiếm khoảng 160.000 trang trong tổng số tài liệu của Ummo. Danh tính thực sự của tác giả của những báo cáo đó vẫn chưa được biết.
Dash lưu ý rằng "một số nhà nghiên cứu UFO bên ngoài Tây Ban Nha coi trọng thuyết Ummo—bằng chứng chụp ảnh rất đáng nghi ngờ, và mặc dù các chữ cái Ummite phức tạp hơn hầu hết các thông tin liên lạc của người tiếp xúc, nhưng không có gì trong chúng không thể có nguồn gốc trên Trái Đất." Tuy nhiên, Dash cho phép điều đó, bất kể nguồn gốc của chúng, "nỗ lực đáng kể đã biến thành trò lừa bịp khả nghi." (Dash, 299)
Nhiều chủ đề khoa học được mô tả chi tiết trong các chữ cái, bao gồm lý thuyết mạng (hoặc lý thuyết đồ thị), vật lý thiên văn, vũ trụ học, lý thuyết trường thống nhất, sinh học và tiến hóa. Một số thông tin này được cho là giả khoa học đáng ngờ, nhưng phần lớn trong số đó là chính xác về mặt khoa học. Tuy nhiên, Jerome Clark (Clark, 1993) lưu ý rằng Jacques Vallée lập luận rằng nội dung khoa học của những bức thư Ummo là có kiến thức nhưng không đáng kể, và so sánh các tài liệu tham khảo khoa học với một tiểu thuyết khoa học viễn tưởng được nghiên cứu kỹ lưỡng—hợp lý vào những năm 1960, nhưng có niên đại tiêu chuẩn của những năm 1990. Tranh cãi đã nổ ra về một khẳng định cụ thể của Ummites. Năm 1965, họ viết rằng họ đang đến từ một hành tinh quay quanh ngôi sao Wolf 424, thêm vào đó ngôi sao này cách Mặt trời 3,68502 năm ánh sáng. Điều này phù hợp với khoảng cách được ước tính vào năm 1938, nhưng sau một số phép đo bổ sung, ước tính đã được sửa đổi thành 14,3 năm ánh sáng. Fernando Sesma sau đó đã hỏi Ummites về sai lầm rõ ràng này. Trong một bức thư khác cùng năm, Ummites trả lời rằng phép đo đầu tiên là khoảng cách thực được đo trong "khuôn khổ ba chiều" trong khi lần thứ hai là "khoảng cách biểu kiến mà ánh sáng truyền đi".